# Kirjat Mattersdorf

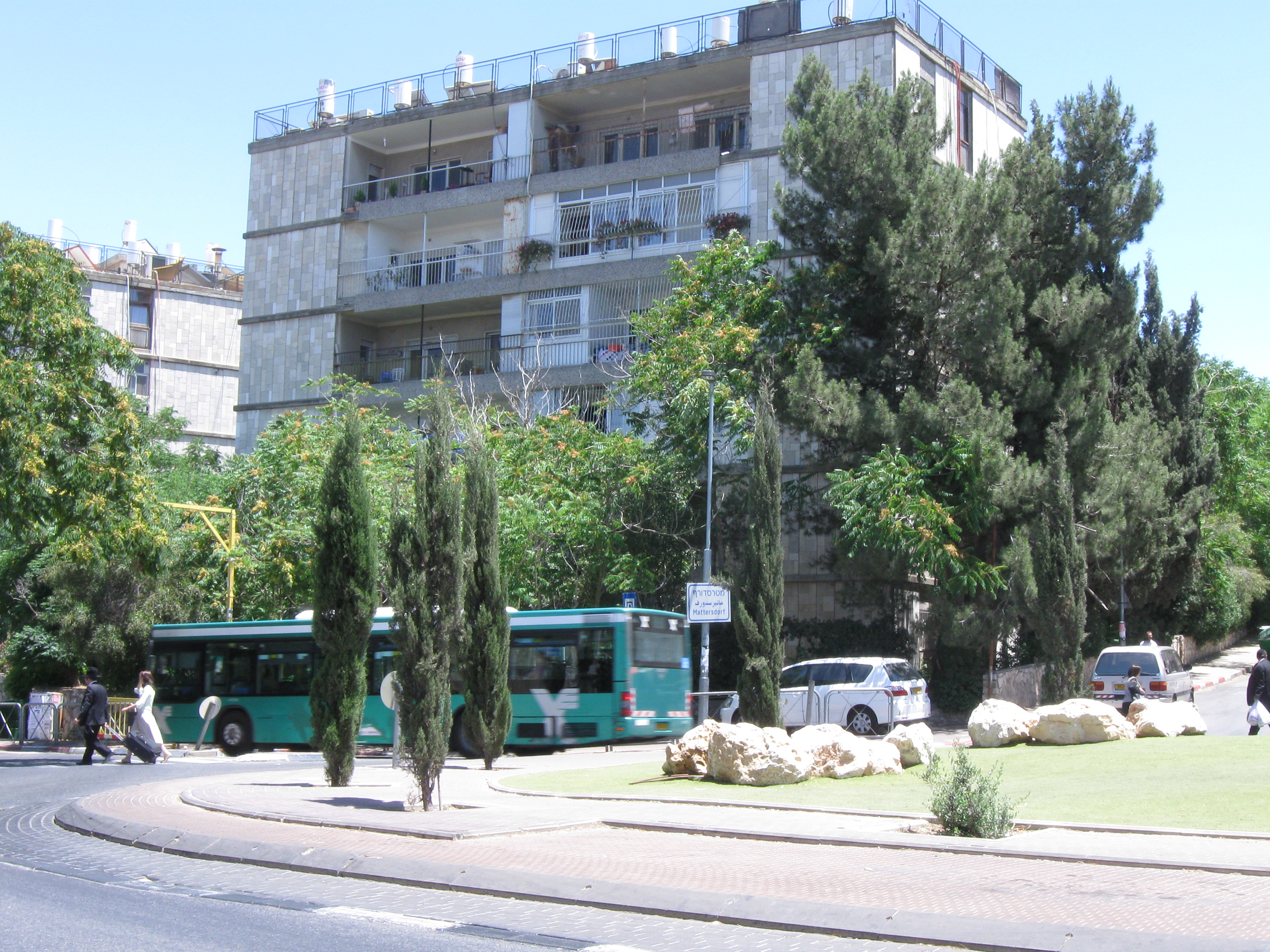
Kirjat Mattersdorf, Jerusalem

Kirjat Mattersdorf (hebräisch קִרְיַת מַטֶּרְסְדוֹרְף Qirjat Maṭṭersdorf, englisch Kiryat …, Plene:קריית …) ist eine ultraorthodoxe Gemeinde im Stadtteil Romemah im Norden von Jerusalem, Israel. Sie wurde 1948 von Samuel Ehrenfeldt, dem letzten Oberrabbiner Mattersdorfs (bekannt unter dem heutigen Namen Mattersburg) gegründet. Nach seinem Sohn ist heute sein Enkel Rabbiner der Gemeinde und Träger der „Mattersdorfer Gelehrsamkeit“, der dortigen Tora-Schule, die vor 1938 überregionales Ansehen hatte.
Mattersdorf im österreichischen Burgenland war eine der sieben alten jüdischen Gemeinden („Siebengemeinden“), die unter dem Schutz der Fürsten Esterházy standen. Mit dem „Anschluss“ Österreichs an das Deutsche Reich wurden die Mattersburger Juden innerhalb weniger Monate vertrieben, ausgebürgert und enteignet. Ein Teil der Mattersburger Juden konnte auswandern, andere wurden in Wien in Transportlisten eingetragen und in die Konzentrationslager deportiert. Etwa 100 jüdische Männer, Frauen und Kinder aus Mattersburg dürften in den Konzentrations- und Vernichtungslagern des NS-Regimes umgekommen sein.